# Don Quijote (película de 1957)
Don Quijote (en ruso: Дон Кихот, translit. Don Kijot) es una película de 1957  dirigida por Grigori Kózintsev. Está basada en la adaptación de Yevgueni Shvarts  de la novela de Miguel de Cervantes del mismo nombre. Fue presentada en el Festival de Cannes de 1957 y estrenada en los Estados Unidos en 1961.
El pintor español Alberto Sánchez, exiliado en la Unión Soviética, fue el autor de los decorados para la película.
En España fue estrenada en junio de 1966 en los cines Palafox de Madrid, en pleno gobierno de Francisco Franco, siendo la primera película soviética estrenada en España desde el final de la Guerra civil española.

## Elenco
- Nikolái Cherkásov como Don Quijote de la Mancha / Alonso Quijano.
- Yuri Tolubéiev como Sancho Panza.
- Serafima Birman como la posadera.
- Lyudmila Kasyánova como Aldonza (como L. Kasyánova)
- Svetlana Grigórieva como la sobrina.
- Vasili Maksímov como el sacerdote.
- Víktor Kolpakov como el barbero.
- Tamilla Agamírova como señora Altisidora (como T. Agamírova)
- Georgui Vitsin como Sansón Carrasco.
- Bruno Fréindlich como el duque (como V. Freindlich)
- Lídiya Vertínskaya como la duquesa.
- Galina Vólchek como Maritornes (como G. Volchek)
- Olga Víkland como la chica villana.
- Aleksandr Benyamínov como el pastor.
- S. Tsomáyev como Andrés, el niño pastor.